# Erebia semiextincta
Erebia semiextincta är en fjärilsart som beskrevs av Rudolf Rangnow 1935. Erebia semiextincta ingår i släktet Erebia och familjen praktfjärilar. Inga underarter finns listade i Catalogue of Life.